# Europa Cup (korfbal) 2018
De Europa Cup korfbal 2018 was de 33e editie van dit internationale zaalkorfbaltoernooi. Voor deze editie is het deelnemersveld voor het eerst teruggebracht naar 8 teams.

## Deelnemers
Poule A
| Club                 | Plaats            | Poule |
| -------------------- | ----------------- | ----- |
| TOP/Solar Compleet   | Sassenheim        | A     |
| KCC České Budějovice | České Budějovice  | A     |
| Trojans KC           | Croydon           | A     |
| SG Pegasus           | Bergisch Gladbach | A     |

Poule B
| Club          | Plaats    | Poule |
| ------------- | --------- | ----- |
| AKC/Luma      | Antwerpen | B     |
| Vallparadís   | Terrassa  | B     |
| SZAC Budapest | Boedapest | B     |
| NC Benfica    | Lissabon  | B     |

## Speelschema

### Poulefase - 11 januari 2018
| Tijd      | Thuisploeg       |   | Uitploeg      | Uitslag |
| --------- | ---------------- | - | ------------- | ------- |
| 09.00 uur | České Budějovice | - | Pegasus       | 15-16   |
| 10.30 uur | Vallparadís      | - | AKC           | 8-15    |
| 12.00 uur | TOP              | - | Trojans       | 20-10   |
| 13.30 uur | Benfica          | - | SZAC Budapest | 15-13   |
| 15.00 uur | TOP              | - | Pegasus       | 30-20   |
| 16.30 uur | AKC              | - | SZAC Budapest | 19-6    |
| 19.30 uur | Vallparadís      | - | Benfica       | 16-18   |
| 21.00 uur | České Budějovice | - | Trojans       | 17-25   |

### Poulefase -  12 januari 2018
| Tijd      | Thuisploeg       |   | Uitploeg         | Uitslag |
| --------- | ---------------- | - | ---------------- | ------- |
| 09.00 uur | Vallparadís      | - | SZAC Budapest    | 17-16   |
| 10.30 uur | TOP              | - | České Budějovice | 30-11   |
| 12.00 uur | Trojans          | - | Pegasus          | 14-19   |
| 13.30 uur | AKC              | - | Benfica          | 17-8    |
| 15.00 uur | Trojans          | - | SZAC Budapest    | 17-13   |
| 16.30 uur | České Budějovice | - | Vallparadís      | 13-12   |
| 18.00 uur | TOP              | - | Benfica          | 27-13   |
| 19.30 uur | Pegasus          | - | AKC              | 9-21    |

### Finales
| 7e&8e plaats |               |    |
|              |               |    |
|              | SZAC Budapest | 17 |
|              | Vallparadís   | 24 |

| 5e&6e plaats |                  |    |
|              |                  |    |
|              | Trojans          | 30 |
|              | České Budějovice | 18 |

| 3e&4e plaats |         |    |
|              |         |    |
|              | Benfica | 19 |
|              | Pegasus | 22 |

| FINALE |     |    |
|        |     |    |
|        | TOP | 28 |
|        | AKC | 21 |

| Kampioen EuropaCup 2018         |
| ------------------------------- |
| TOP/Solar Compleet Vierde titel |

## Eindklassement
| Positie | Club             |
| ------- | ---------------- |
| Goud    | TOP              |
| Zilver  | AKC              |
| Brons   | Pegasus          |
| 4       | Benfica          |
| 5       | Trojans          |
| 6       | České Budějovice |
| 7       | Vallparadís      |
| 8       | SZAC Budapest    |

1967 ·
1968 ·
1969 ·
1970 ·
1971 ·
1972 ·
1973 ·
1974 ·
1975 ·
1976 ·
1977 ·
1978 ·
1979 ·
1980 ·
1981 ·
1982 ·
1983 ·
1985 ·
1986 ·
1988 ·
1989 ·
1990 ·
1991 ·
1992 ·
1993 ·
1994 ·
1995 ·
1996 ·
1997 ·
1998 ·
1999 ·
2000 ·

2001 ·
2002 ·
2003 ·
2004 ·
2005 ·
2006 ·
2007 ·
2008 ·
2009 ·
2010 ·
2011 ·
2012 ·
2013 ·
2014 ·
2015 ·
2016 ·
2017 ·
2018 ·
2019 ·
2020 ·
2021 ·
2022
2023 ·
2024 ·
2025 ·